# Ribes triste
Ribes triste är en ripsväxtart som beskrevs av Pall.. Ribes triste ingår i släktet ripsar, och familjen ripsväxter. Utöver nominatformen finns också underarten R. t. repens.

## Bildgalleri

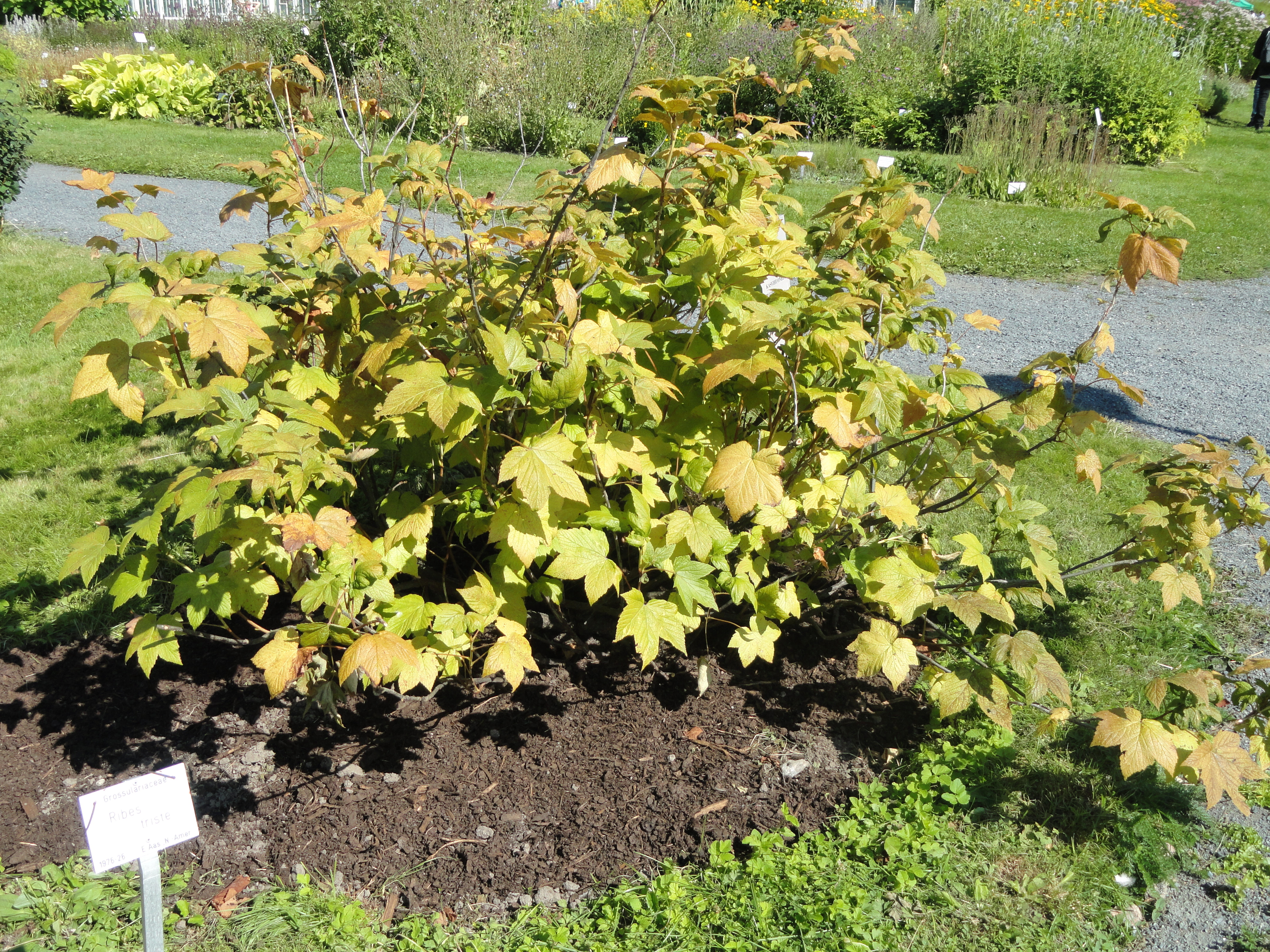
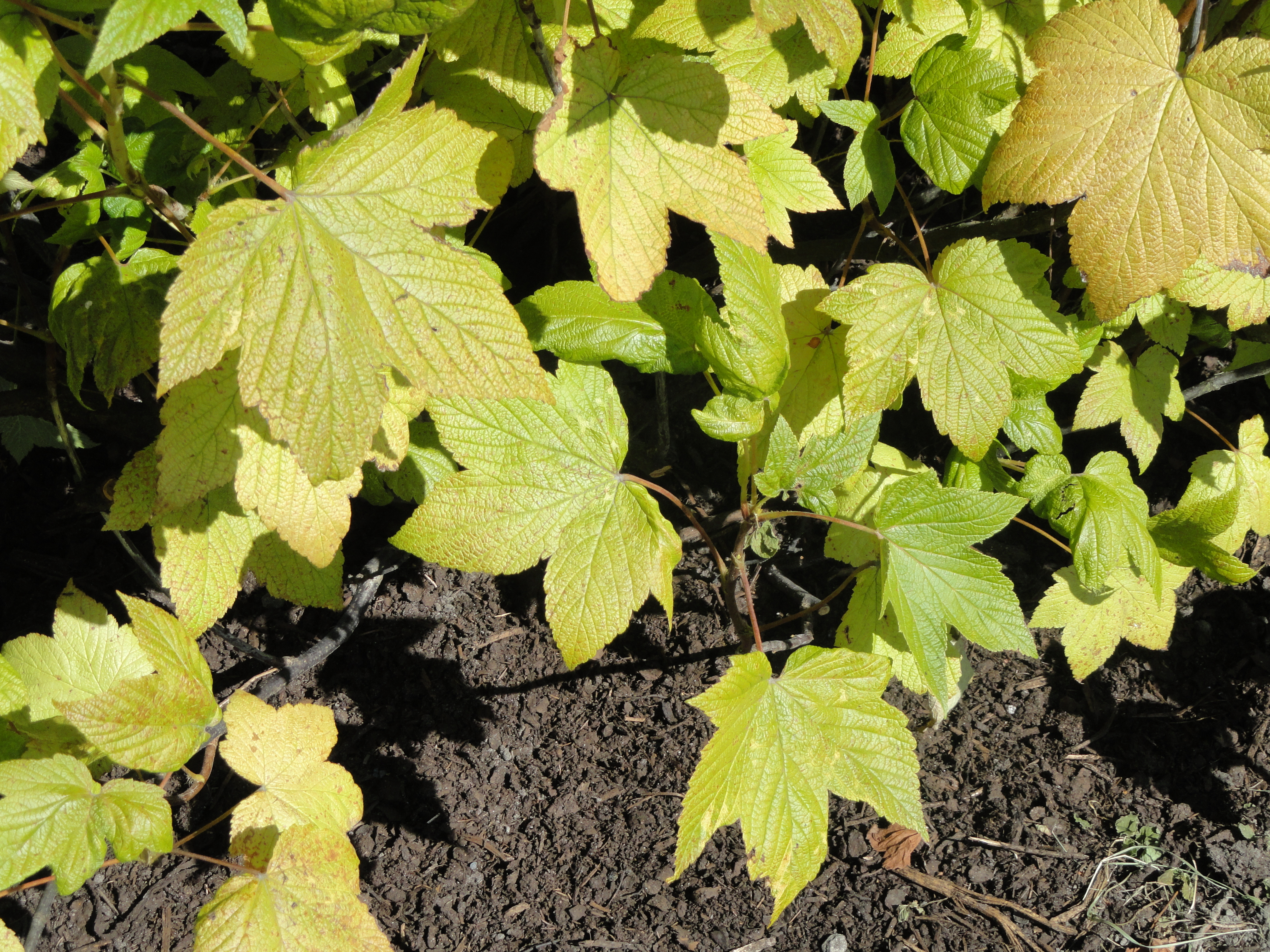
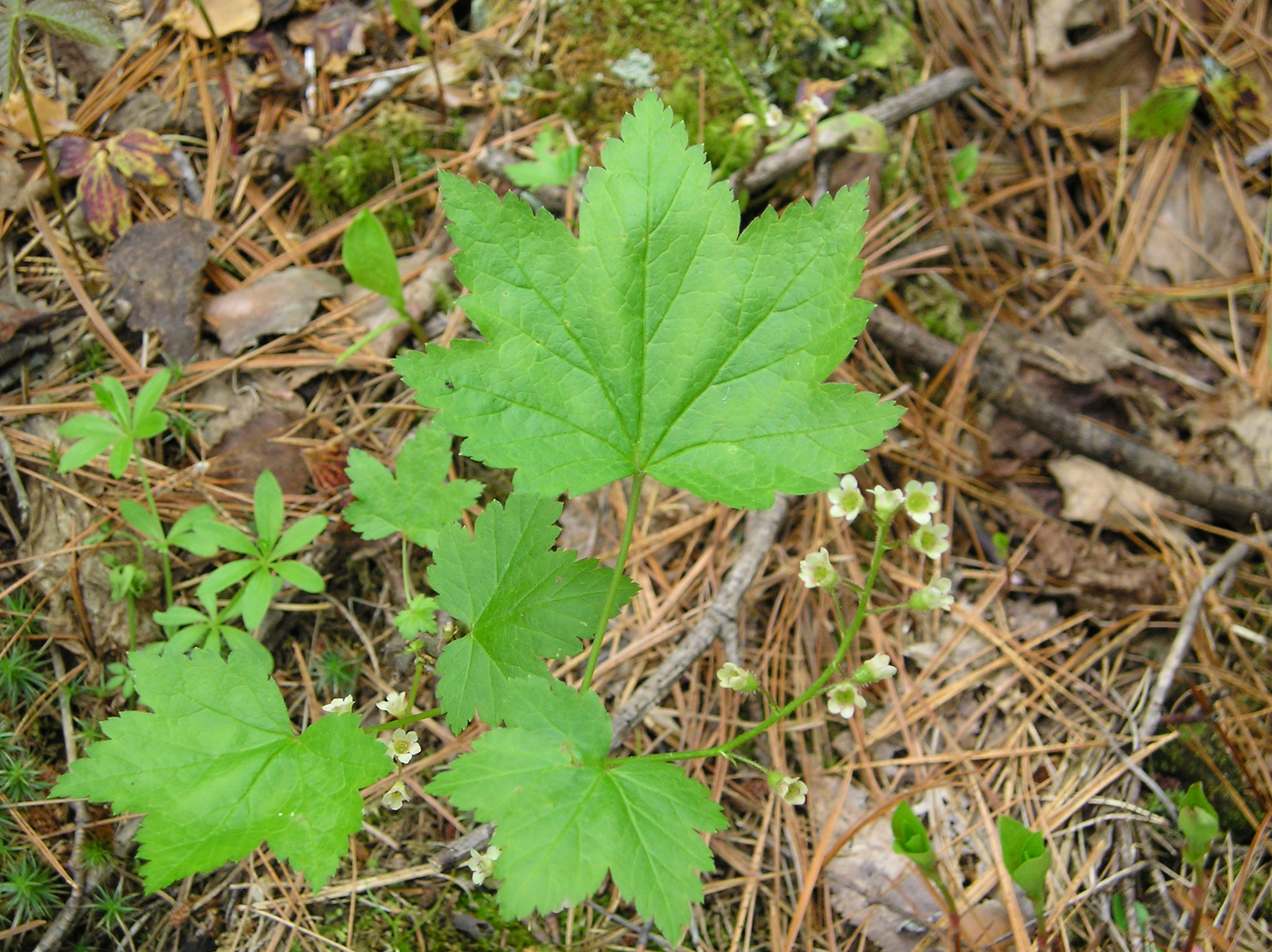
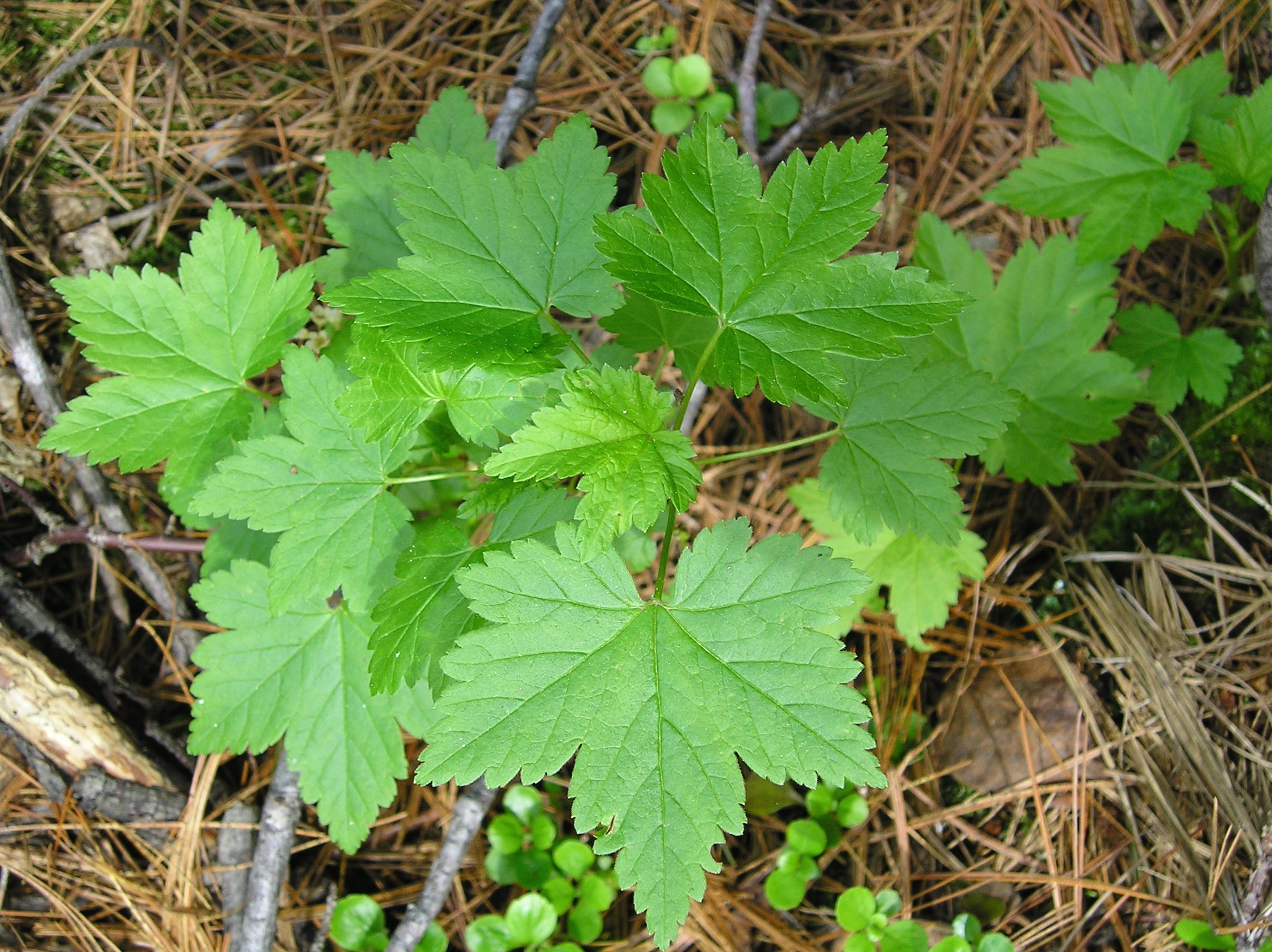
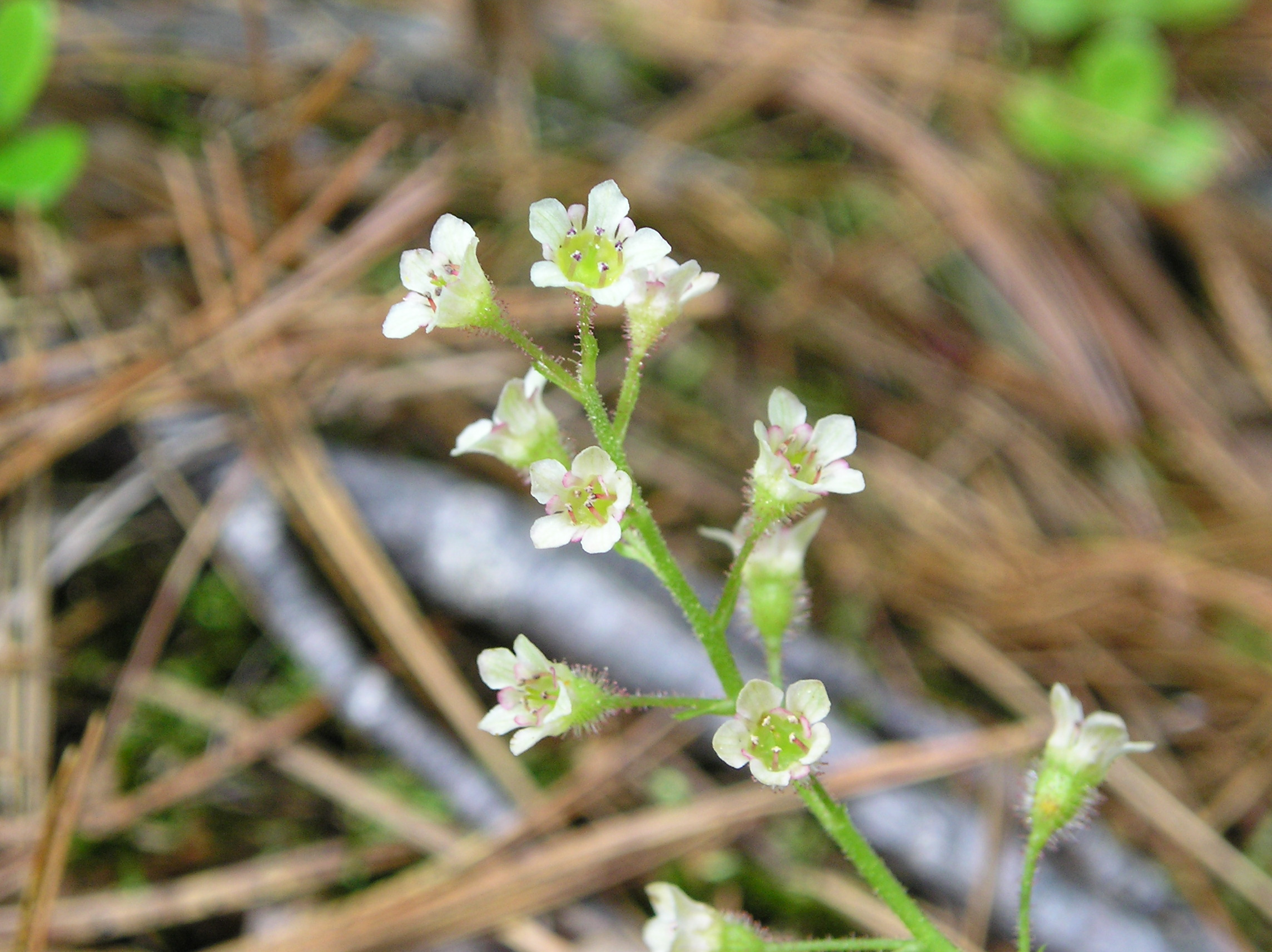
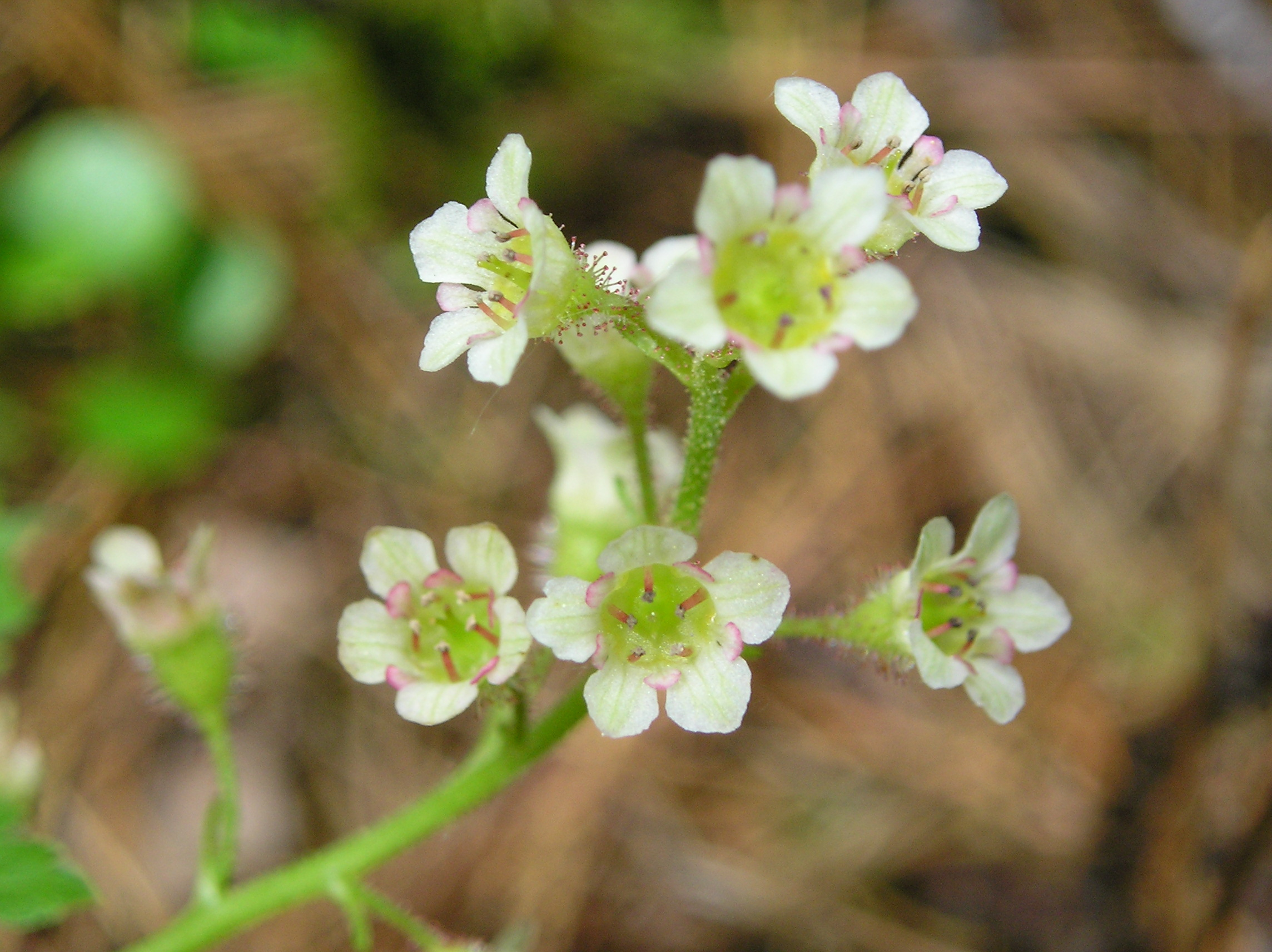